# 3727 Maxhell
3727 Maxhell је астероид чија средња удаљеност од Сунца износи 3,320 астрономских јединица (АЈ).
Апсолутна магнитуда астероида је 11,4.